# Emilio Fernández
Emilio Fernández Romo (Mineral del Hondo, Coahuila, 26 de marzo de 1904-Ciudad de México, 6 de agosto de 1986), conocido como Emilio «El Indio» Fernández, fue un director cinematográfico, productor de cine y actor mexicano. 

## Biografía y carrera
Fue hijo de un coronel revolucionario y de una mujer de origen kikapú. Se rumora que Fernández fue el modelo para crear la estatuilla de los Oscar, pero no está confirmado. La leyenda sugiere que el director de arte de MGM, Cedric Gibbons, uno de los miembros originales de la Academia de Artes y Ciencias Cinematográficas encargados de crear el trofeo del Premio de la Academia, fue presentado a Fernández por la actriz Dolores del Río y lo convenció de posar desnudo.
El mismo Adolfo de la Huerta le animó: «México no quiere ni necesita más revoluciones, Emilio. Tú estás en la meca del cine, y el cine es la herramienta más efectiva que los humanos hemos inventado para expresarnos. Aprende a hacer películas y regresa a nuestra patria con el conocimiento. Haz nuestras películas y así podrás expresar tus ideas de manera que lleguen a miles de personas». Debuta como extra en la película muda Torrent (1926) al lado de Greta Garbo, actúa en el cortometraje sonoro de coproducción méxico-estadounidense Gitanos (1930). 
De regreso en México tuvo que desempeñar diversos oficios, hasta que consiguió un papel en la película Cruz Diablo, de Fernando de Fuentes, a quien posteriormente asistiría en Allá en el Rancho Grande. Después consiguió el papel protagonista de Janitzio, que se convirtió en una especie de reiteración en sus obras posteriores. 
En 1941, con el apoyo financiero del general Juan F. Azcárate y el impulso de su amigo, el actor David Silva (entonces estudiante de derecho), debutó como director con La Isla de la Pasión. Ese mismo año viajó a Cuba, donde conoció a la mujer que sería su primera esposa, Gladys Fernández, madre de su hija Adela. En 1943 fue contactado por los estudios cinematográficos Films Mundiales, para quienes dirigió la película  Flor silvestre, en la que Dolores del Río debutó en el cine mexicano. A continuación, filmó María Candelaria, que recibió la Palma de Oro en el Festival de Cannes.
En 1945, con base en la historia del escritor estadounidense John Steinbeck (que adaptó el guion en colaboración con él), filmó La perla. Con esta cinta, ganó el premio a la mejor fotografía, y una mención por su contribución a la mejor película para progresar en el Festival de Cine de Venecia (1947). También recibió el Premio Ariel (1948) a la «Mejor Película», «Mejor Dirección», «Actuación Masculina» y fotografía. También fue galardonado por la Hollywood Foreign Press Association y recibió un premio a la mejor fotografía en el Festival de Madrid. 
Otros de sus filmes fueron Enamorada,  El fugitivo, Río Escondido,  Pueblerina, La malquerida, y Salón México, la cual ganó el premio a la Mejor Fotografía en el festival en Bruselas, Bélgica. 

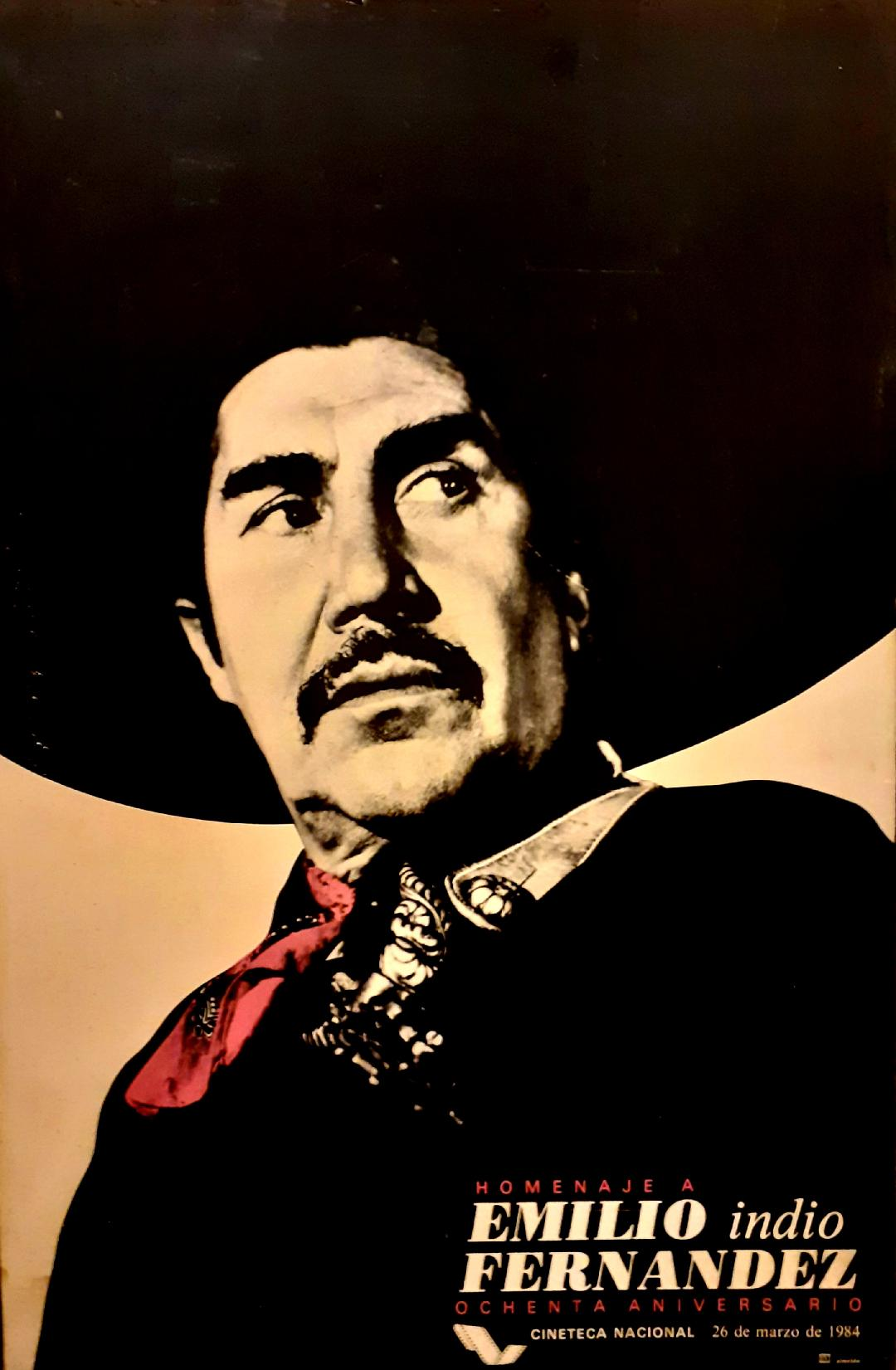
Cartel del homenaje en la Cineteca Nacional de México a Emilio "Indio" Fernández por sus 80 años, 1984.

Como actor, destacó por su aparición en cintas como La cucaracha (1959), La bandida (1963), The Night of the Iguana (1964), Return of the Seven (1966), Sierra prohibida (1966), y Un soldado de Pancho Villa (1967), la cual fue elegida para participar en el Festival Internacional de Cine de Moscú.

## Vida personal

### Admiración por Dolores del Río y Olivia de Havilland
Emilio fue uno de los más grandes admiradores de Dolores del Río. Él afirmaba que había aparecido como extra en varias películas que la actriz había filmado en Hollywood. La belleza y elegancia de Del Río lo habían impresionado profundamente, llegando a describir sus sentimientos hacia ella de la siguiente manera: «Me miraba, pero sin verme. Eventualmente, ella me pediría que yo la dirigiera en su primera película en México. Me enamoré de ella, pero ella me ignoraba. Yo la adoraba, de veras que la adoraba».
Fernández también se enamoró platónicamente de la actriz británica Olivia de Havilland, a quien nunca conoció, pidió al entonces presidente de México Miguel Alemán Valdés, prolongar una calle en Coyoacán, (Ciudad de México) hasta su mansión para luego llamarla «Dulce Olivia». De esta manera, siempre la tendría cerca, y de manera simbólica (convertida en calle), siempre a sus pies.

### Matrimonios
Conoció en Cuba a la que sería su primera compañera sentimental, la actriz y bailarina cubana Gladys Fernández, producto de su romance nace su primera hija en Ciudad de México en 1942, Adela Fernández y Fernández quien prácticamente recién nacida fue abandonada por su madre, la cual regresó a Cuba; para ser criada por su padre hasta su adolescencia. 
En 1956, Emilio contrajo matrimonio con Gloria De Valois Cabiedes (conocida como Gloria Cabiedes) hija de la famosa periodista Rosa Elena Cabiedes, gracias al nacimiento de su hija Xóchitl Fernández De Valois. Años después, se divorciaron.  

## Controversias

### Asesinato de Javier Aldecoa
En 1976 y con 72 años de edad, fue detenido en Guatemala después de haber sido hallado culpable de la muerte de un campesino llamado Javier Aldecoa Robles. A finales de noviembre, se le dictó una sentencia de cuatro años y seis meses en prisión, pero el actor logró alcanzar el derecho a libertad bajo fianza, por lo que el 10 de diciembre fue liberado tras pagar 150 mil pesos.

### Discusión con Chavela Vargas
La cantante costarricensemexicana Chavela Vargas, describió a Fernández como un hombre «odioso», «detestable» y un «padre maltratador». De acuerdo a Adela Fernández Fernández, hija de Emilio, ella lo veía de esta forma porque él la humilló e insultó públicamente en una fiesta a la que la había invitado. Se encontraban en la casa del cineasta, quien en estado de ebriedad, abrió una ventana y con una pistola en mano comenzó a dispararle a unos patos que estaban en un estanque de la vivienda. Dicho por la cantante, le pidió que no matara a los animales y él le grito «¡no y a ti también te voy a dar!» mientras le apuntaba con la pistola, comentario y acción que la hicieron enojar. La mujer le pidió un arma al mayordomo de la casa, pero se dice que este no se la concedió y en su lugar le dijo «que no podía hacer eso porque sabía que ella sí sería capaz de matar al Indio Fernández». Posteriormente, Vargas entró en razón respondiendo «sí, ¿verdad? me voy a echar una muerte encima tan estúpida. No vale lo que vale la bala», y después abandonó el lugar. En consecuencia, nunca volvió a dirigirle la palabra a Emilio Fernández.

### Relación con Columba Domínguez
Fernández conoció a la actriz Columba Domínguez en una boda. Ahí, él se enamoró de ella y le prometió volverse su mentor actoral para convertirla en una de las actrices más importantes del cine de su época. Aunque en un inicio la relación se trataba solo como un tema laboral, ambos presuntamente se casaron en secreto cuando Fernández tenía alrededor de 41 años y la actriz apenas 16.
Permaneciendo con ella por varios años, cerca de 1953 procrearon a Jacaranda Fernández Domínguez, su única hija juntos. El 22 de noviembre de 1978, la joven de 25 años de edad falleció tras caer del tercer piso de su hogar, ubicado en la colonia Cuauhtémoc, Ciudad de México. La policía clasificó su muerte como un suicidio, pero su madre nunca aceptó esta versión, asegurando que su hija en realidad había sido asesinada. Los detalles en torno a su muerte nunca pudieron ser esclarecidos.
Luego de su fallecimiento en 1986, se desató una controversia sobre su testamento, particularmente sobre su casa ubicada en el barrio de Coyoacán, al sur de la Ciudad de México. Fernández murió intestado y automáticamente, su única hija sobreviviente, la escritora Adela Fernández y Fernández, fue nombrada su heredera universal, en perjuicio de Columba, quien alegaba derechos sobre la propiedad. De acuerdo a esta última, la mujer era adoptada, no era descendiente biológica de Emilio, y él nunca la adoptó legalmente. Estos detalles, así como la situación legal, nunca fueron aclarados porque Adela murió en 2013.
Adicional a esto, las dos nunca se llevaron bien, e incluso Adela llegó a asegurar que su padre le había sido infiel a la artista en varias ocasiones, a pesar de que ella siempre lo defendía y decía que era un hombre sumamente cariñoso que la cuidaba a ella y a la relación que ambos tenían.

### Rechazo hacia su hija Adela Fernández
Su relación con Adela Fernández y Fernández, su hija mayor, terminó cuando la joven era adolescente y le confesó que era lesbiana, hecho que a Emilio le impactó. Después de esto, tuvo que irse de su casa y solo hasta la muerte de su padre, la mujer pudo reaparecer en su entorno social.

## Muerte
A principios de 1986, Fernández sufrió una caída en su casa de Acapulco, que le provocó una rotura de fémur. El 6 de agosto de ese mismo año, falleció a los 82 años de edad en la habitación donde dormía de su llamada Casa-Fortaleza, ubicada en Coyoacán, Ciudad de México, a causa de un paro cardiorrespiratorio. Su cuerpo fue inicialmente sepultado en una cripta del panteón Mausoleos del Ángel, pero en 2013, fue exhumado y cremado para ser llevado a descansar al que fue su hogar en vida, la «Casa Fuerte de Emilio el Indio Fernández», donde sus cenizas fueron colocadas dentro de una tumba que se le diseñó especialmente.

## Filmografía

### Actor
| Hollywood - 1925 - Torrent /Torrente (EUA) - 1926 - Beau Geste (EUA) - 1927 - The gaucho /El gaucho /Sobre los Andes (EUA) - 1927 - Drums of love (EUA) - 1927 - Loves of Carmen /Los amores de Carmen (EUA) - 1928 - Ramona (EUA) - 1928 - Tempest (EUA) - 1928 - In old Arizona (EUA) - 1929 - The Virginian (EUA) - 1929 - Gitanos (EUA, México) [Cortometraje] - 1929 - Destino (EUA, México) - 1930 - Charros, gauchos y manolas (EUA) [en español] - 1930 - Oklahoma cyclone (EUA) - 1930 - The land of missing men (EUA) - 1930 - The western code (EUA) - 1930 - Headin' north (EUA) - 1931 - Sunrise trail (EUA) - 1931 - Girl of the río /The best caballero /The dove /La paloma (EUA) - 1933 - Flying down to Río /Volando a Río (EUA) - 1947 - The Fugitive /El fugitivo (EUA) - 1959 - The Unforgiven / Lo que no se perdona (EUA) - 1960 - The magnificent seven /Siete hombres y un destino (EUA) - 1963 - The night of the iguana /La noche de la iguana (EUA) - 1964 - Major Dundee /Juramento de venganza (EUA) - 1965 - The reward /La recompensa (EUA) - 1966 - Sierra prohibida /The Apaloosa /Southwest to Sonora (EUA) - 1966 - Return of the seven /El regreso de los siete magníficos (EUA) - 1966 - A convenant with death /Un pacto con la muerte (EUA) - 1966 - The war wagon /Ataque al carro blindado (EUA) - 1967 - The phantom gunslinger /El pistolero fantasma /El jinete fantasma (EUA, México) - 1967 - I cannoni di San Sebastián / La bataille de San Sebastián (Francia, Inglaterra, Italia, México) - 1968 - The Wild Bunch/ La pandilla salvaje/ Grupo salvaje (EUA) - 1972 - Pat Garrett and Billy The Kid (EUA) - 1973 - Bring me the head of Alfredo García /Tráiganme la cabeza de Alfredo García (EUA, México) - 1974 - Breakout /Fuga suicida (EUA) - 1975 - Lucky Lady /Los aventureros del Lucky Lady (EUA) - 1983 - The treasure of the Amazon /El tesoro del Amazonas (EUA) - 1983 - Under the volcano /Bajo el volcán (EUA, México) | México - 1934 - La buenaventura - 1934 - El escándalo - 1934 - Cruz diablo - 1934 - Janitzio - 1934 - Corazón bandolero - 1934 - Tribu - 1935 - Martín Garatuza - 1935 - María Elena - 1935 - Celos - 1935 - Los muertos hablan - 1935 - Mexicana - 1936 - Allá en el Rancho Grande - 1936 - La cucaracha mexicana [Cortometraje] - 1936 - El impostor - 1936 - Las mujeres mandan - 1936 - El superloco - 1936 - Cielito lindo - 1936 - Mater nostra - 1936 - Marihuana /El monstruo verde - 1937 - ¡Adiós, Nicanor! - 1937 - Almas rebeldes - 1937 - Las cuatro milpas - 1937 - Abnegación - 1938 - Juan "Sin Miedo" - 1938 - ¡Aquí llegó el valentón! /El fanfarrón - 1938 - El señor alcalde - 1939 - Con los dorados de Villa - 1939 - Hombres del aire - 1939 - Los de abajo /Con la división del Norte - 1940 - El Zorro de Jalisco - 1940 - El Charro Negro - 1940 - Rancho Alegre - 1941 - La Isla de la Pasión /Clipperton - 1943 - Flor silvestre - 1944 - Entre hermanos - 1958 - La cucaracha - 1961 - Los hermanos del Hierro - 1962 - Paloma herida (México, Guatemala) - 1962 - La bandida - 1963 - El revólver sangriento - 1964 - Un callejón sin salida - 1964 - Los hermanos Muerte - 1964 - La recta final /El último empujón - 1964 - Yo, el valiente - 1965 - La conquista del Dorado - 1965 - Duelo de pistoleros - 1965 - Los malvados - 1965 - Un tipo difícil de matar - 1966 - Un dorado de Pancho Villa - 1966 - El silencioso - 1967 - El caudillo - 1967 - La Chamuscada /Tierra y libertad - 1968 - Duelo en el Dorado - 1968 - Un toro me llama - 1968 - El crepúsculo de un dios - 1968 - El yaqui /El hijo del pueblo - 1969 - La sangre enemiga - 1971 - Indio - 1972 - Derecho de asilo /Detrás de esa puerta - 1972 - El rincón de las vírgenes - 1978 - Erótica - 1980 - Las cabareteras - 1980 - Ahora mis pistolas hablan - 1981 - Una gallina muy ponedora /Amor a navaja libre - 1982 - Mi abuelo, mi perro y yo /Tras el horizonte azul - 1983 - Lola la trailera - 1983 - Mercenarios de la muerte - 1985 - Cuando corrió el Alazán - 1985 - El secuestro de Lola /Lola la trailera 2 - 1986 - Las amantes del señor de la noche - 1986 - ¡Arriba Michoacán! | España - 1975 - El indio pluma roja (España) [Cortometraje] Francia - 1986 - Pirates /Piratas (Francia) |

### Director, argumentista y productor
| Año  | Película                     | Argumentista | Director | Productor | Notas                                                 |
| ---- | ---------------------------- | ------------ | -------- | --------- | ----------------------------------------------------- |
| 1936 | Cielito lindo                | Sí           |          |           |                                                       |
| 1937 | ¡Adiós, Nicanor!             | Sí           |          |           |                                                       |
| 1941 | La isla de la pasión         | Sí           | Sí       |           |                                                       |
| 1942 | Soy puro mexicano            | Sí           | Sí       |           |                                                       |
| 1943 | Flor Silvestre               | Sí           | Sí       |           |                                                       |
| 1943 | María Candelaria             | Sí           | Sí       |           |                                                       |
| 1944 | Las abandonadas              | Sí           | Sí       |           |                                                       |
| 1944 | Bugambilia                   | Sí           | Sí       |           |                                                       |
| 1944 | Entre hermanos               | Sí           |          |           |                                                       |
| 1945 | Pepita Jiménez               | Sí           | Sí       |           |                                                       |
| 1945 | La perla                     | Sí           | Sí       |           |                                                       |
| 1946 | Enamorada                    | Sí           | Sí       |           |                                                       |
| 1946 | El fugitivo                  | Sí           | Sí       | Sí        | Producida en Estados Unidos                           |
| 1947 | Río Escondido                | Sí           | Sí       |           |                                                       |
| 1948 | Maclovia                     | Sí           | Sí       |           |                                                       |
| 1948 | Salón México                 | Sí           | Sí       |           |                                                       |
| 1948 | Pueblerina                   | Sí           | Sí       |           |                                                       |
| 1949 | La malquerida                | Sí           | Sí       |           |                                                       |
| 1949 | Duelo en las montañas        | Sí           | Sí       |           |                                                       |
| 1949 | Del odio nace el amor        | Sí           | Sí       |           | Producida en Estados Unidos                           |
| 1950 | Un día de vida               | Sí           | Sí       |           |                                                       |
| 1950 | Víctimas del pecado          | Sí           | Sí       |           |                                                       |
| 1950 | Islas Marías                 | Sí           | Sí       |           |                                                       |
| 1951 | La bienamada                 | Sí           | Sí       |           |                                                       |
| 1950 | Siempre tuya                 | Sí           | Sí       |           |                                                       |
| 1951 | Acapulco                     | Sí           | Sí       |           |                                                       |
| 1951 | El mar y tú                  | Sí           | Sí       |           |                                                       |
| 1953 | La red                       | Sí           |          |           |                                                       |
| 1953 | Reportaje                    | Sí           | Sí       |           |                                                       |
| 1953 | El rapto                     | Sí           |          |           |                                                       |
| 1953 | La rosa blanca               | Sí           | Sí       |           | Coproducción México-Cuba                              |
| 1954 | Nosotros dos                 | Sí           | Sí       |           |                                                       |
| 1955 | La Tierra del Fuego se apaga | Sí           | Sí       |           | Coproducción México-Argentina                         |
| 1961 | Pueblito                     | Sí           | Sí       |           |                                                       |
| 1962 | Paloma herida                | Sí           | Sí       |           | Coproducción México-Guatemala                         |
| 1963 | La noche de la iguana        |              |          | Sí        | Producida en Estados Unidos sin crédito como director |
| 1966 | Un dorado de Pancho Villa    | Sí           | Sí       | Sí        |                                                       |
| 1968 | El crepúsculo de un dios     | Sí           | Sí       | Sí        |                                                       |
| 1973 | La Choca                     | Sí           | Sí       |           |                                                       |
| 1975 | Zona roja                    | Sí           | Sí       |           |                                                       |
| 1977 | México Norte                 | Sí           | Sí       |           |                                                       |
| 1978 | Erótica                      | Sí           | Sí       |           |                                                       |

Película para TV
- 1968 - The smugglers (EUA)

Series de TV
- 1972-1975 - Kung Fu (EUA) [Episodio: "The Brujo" (25 Oct. 1973)]
- 1971-2003 - Columbo (EUA) [Episodio: "A matter of honor" (01.Feb.1976)]

Telenovela
- 1984 - La Traición (México) [Dir: Raúl Araiza. Productor: Ernesto Alonso]

## Premios

### Festival Internacional de Cine de San Sebastián
| Año  | Categoría                                                        | Película | Resultado |
| ---- | ---------------------------------------------------------------- | -------- | --------- |
| 1962 | Premio Perla del Cantábrico a la Mejor Película de Habla Hispana | Pueblito | Ganador   |

### Festival Internacional de Cine de Cannes
| Año  | Categoría                          | Película         | Resultado |
| ---- | ---------------------------------- | ---------------- | --------- |
| 1946 | Gran Premio                        | María Candelaria | Ganador   |
| 1953 | Premio a la mejor narración visual | La red           | Ganador   |